# Emma Cesarska
Emma Władimirowna Cesarska (ros. Эмма Владимировна Цесарская; ur. 1909, zm. 1990 w Moskwie) – radziecka aktorka filmowa. Zasłużona Artystka RFSRR (1935).
Pochowana na Cmentarzu Dońskim w Moskwie.

## Wybrana filmografia
- 1927: Wiejskie grzechy jako Wasilisa
- 1930: Cichy Don
- 1935: Miłość i nienawiść
- 1939: Zuch dziewczyna